# Fontclaireau
Fontclaireau is een plaats en voormalige gemeente in het Franse departement Charente in de regio Nouvelle-Aquitaine en telt 360 inwoners (1999). De plaats maakt deel uit van het arrondissement Confolens.

## Geschiedenis
De gemeente is op 1 januari 2023 gefuseerd met de gemeente Mansle tot de commune nouvelle Mansle-les-Fontaines.

## Geografie
De oppervlakte van Fontclaireau bedraagt 5,7 km², de bevolkingsdichtheid is 63,2 inwoners per km².
De onderstaande kaart toont de ligging van Fontclaireau met de belangrijkste infrastructuur en aangrenzende gemeenten.

## Demografie
Onderstaande figuur toont het verloop van het inwonertal.